# Somondoco
Somondoco là một thị xã và đô thị ở Departamento của Colombia Boyacá. Thị xã này nằm trong thung lũng Tenza. Thung lũng Tenza là con đường cũ nối Sabanas của Cundinaboyacense và Llanos. Khu vực này có nhiều thị trấn đều nằm ở độ cao từ 1500-1700 mét.